# 古惑仔之濠江龍虎鬥
《古惑仔之濠江龍虎鬥》（英語：Street Kids: Macau Warrior），是一部1999年上映的香港動作電影，本片雖名為古惑仔，但並非古惑仔的漫畫原作，並由於98古惑仔龍爭虎鬥飾演司徒浩南的鄭浩南主演，駱達華、孫國明等主演。

## 劇情
澳門回歸祖國之際，中央方面對澳門治安非常重視，澳門為了想在回歸祖國前把黑社會瓦解，他們請了剛畢業的警察阿南來做臥底來瓦解黑社會。
第一日踏入警察局的南進去上頭的辦公室，他接到上司的任務后，高興不已，但發現被調查人物中那人是與自己在香港讀書時認識的好兄弟阿華。兩人一起談了起來，南跟華說自己要找工作，華見狀，和南說不如跟周天明（明哥）部下。南同時也和華說起了小馬的事，小馬為明的失散好兄弟，得知兩人雖已相認，但小馬已退隱江湖。之后，曾與華一起打江山的黑社會頭目鷹叔和貴利金不和，其后鷹叔更被重傷，鷹叔的兒子周小傑為人心狠手辣，為了爭做龍頭大哥，竟陷害鷹...

## 人物角色
| 角色名稱 | 演員   | 配音員 | 備註 |
| -------- | ------ | ------ | --- |
| 高Sir    | 鄭浩南 | 葉振聲 | 南哥 鷹叔的手下兼打手 周天明的手下，后為好友 周小傑之天敵 最后做完周天明之臥底任務后回澳門做司警                                                |
| 周天明   | 駱達華 | 羅君左 | 明叔 鷹叔的手下 和周小傑不和，后反目 高Sir之老大，后為好友 最后和高sir合力把周小傑槍殺                                                          |
| 鷹叔     | 孫國明 | 葉振聲 | 黑幫龍頭 高sir、周天明之老大 周小傑之父，后反目 后被周小傑派人害至重傷，成為全身癱瘓 最后在紙上對周天明寫出要把周小傑殺死                       |
| 阿華     | 譚榮傑 |        | 高Sir在香港讀書時認識的好兄弟 |
| 阿娟     | 張麗凡 |        | 阿華之女友 后被周小傑滅口 |
| 鮑魚     | 馮哲   |        | 周天明、高Sir之手下 |
| 周小傑   | 曾昂   |        | 傑哥 鷹叔的手下兼兒子 和高sir、周天明不和，后反目 為人心狠手辣，為了爭做龍頭大哥，不擇手段 陷害鷹叔害其成為全身癱瘓 最后被高sir及周天明合力槍殺 |
| 手下甲   | 王春松 | 葉振聲 | 周小傑之手下 后被鮑魚槍殺 |
| 手下乙   | 陳市   | 羅君左 | 周小傑之手下 后被鮑魚槍殺 |

## 外部連結
- 香港影庫上《古惑仔之濠江龍虎鬥》的資料（繁體中文）
- 豆瓣电影上《古惑仔之濠江龍虎鬥》的資料 （简体中文）